# Реке и језера Јерменије
Република Јерменија је планинска држава веома богата водним ресурсима. Због тога су бројни древни народи цело то подручје називали „земљом река и језера.“ Водене површине заузимају око 4,7% државне територије.
У земљи постоји 9.480 водотока од којих је 379 дуже од 10 km. Са 186 km тока кроз Јерменију најдужа је река Ахурјан. У држави постоји преко 100 водених акумулација, од којих је највећа језеро Севан, које је и највеће језеро на целом Кавказу.
Укупне залихе површинских вода у Јерменији износе око 7,7 милијарди m³, укључујући и нешто мање од 1 милијарде m³ водних ресурса које дели са суседним државама.

## Реке
Преко територије Јерменије протиче 9.480 већих и мањих водотока, укупне дужине преко 23.000 km, од којих њих 379 има дужину тока већу од 10 km. 
Јерменске реке представљају углавном притоке великих река Јужног Кавказа Аракса и Куре и припадају сливу Каспијског језера. Највећа река која протиче преко Јерменије је Аракс који представља пограничну реку ове земље са Турском и Ираном. Већина јерменских река се улива управо у Аракс и тече од севера ка југу и североистоку. Најважније притоке Аракса су Ахурјан, Касах, Храздан, Азат, Арпа, Воротан и Вохчи. Ка северозападу и Кури теку Дебед и Агстев.
У наредној табели представљене су највеће реке Јерменије по дужини тока кроз ту земљу:
| Река      | Ток кроз Јерменију у км |
| --------- | ----------------------- |
| Ахурјан   | 186                     |
| Воротан   | 119                     |
| Аракс     | 158                     |
| Храздан   | 141                     |
| Арпа      | 126                     |
| Агстев    | 99                      |
| Дебед     | 152                     |
| Касах     | 89                      |
| Вохчи     | 88                      |
| Памбак    | 86                      |
| Џорагет   | 71                      |
| Гетик     | 58                      |
| Веди      | 58                      |
| Азат      | 56                      |
| Аргичи    | 51                      |
| Ехегис    | 49                      |
| Мартуни   | 42                      |
| Севџур    | 40                      |
| Мегри     | 32                      |
| Варденис  | 29                      |
| Норашеник | 29                      |

### Водопади
Неки од већих водопада у Јерменији су:
| Водапад  | Река   | Висина (м) | Марз      |
| -------- | ------ | ---------- | --------- |
| Касахски | Касах  | 70         | Ширак     |
| Џермушки | Арпа   | 68         | Вајоц Џор |
| Трчкан   | Чичхан | 25,5       | Лори      |
| Шакински | Шаки   | 18         | Сјуник    |

## Језера
На територији Јерменије постоји око стотинак мањих језерских површина, а већина њих током сушног периода у потпуности пресуши. По величини и значају најважнија језера су Севан и Арпи. Укупан водни биланс свих јерменских језера је 39,3 милиона m³ воде.
После Титикаке у Јужној Америци, Севан је по површини друго високопланинско језеро на свету. 
| Језеро   | Марз       | Површина (км²) |
| -------- | ---------- | -------------- |
| Севан    | Гехаркуник | 1.243          |
| Арпи     | Ширак      | 22             |
| Сев      | Сјуник     | 2              |
| Акналич  | Котајк     | 0,53           |
| Кари лич | Арагацотн  | 0,12           |
| Ајгр     | Армавир    | 0,16—0,6       |
| Лесинг   | Тавуш      | -              |
| Парз     | Тавуш      | -              |
| Етик     | Лори       | 0,087          |

Постоји и око 74 вештачких језера, укупне запремине нешто мање од 1 милијарде m³, а планирана је изградња још 13 акумулација.
Највећа акумулација је Ахурјанско језеро, у северозападном делу земље на реци Ахурјан, укупне запремине од 525 млн m³. 
| Акумулација          | Запремина (млн m³) | Река    |
| -------------------- | ------------------ | ------- |
| Ахурјанско језеро    | 525                | Ахурјан |
| Спандарјанско језеро | 257                | Воротан |
| Апаранско језеро     | 81                 | Касах   |
| Толорско језеро      | 80                 |         |
| Азатско језеро       | 70                 | Азат    |
| Кечутско језеро      | 23                 | Арпа    |

### Мочваре
Јерменско тло је углавном суво, а једина мочварнија подручја су на југу, у долини реке Аракс, посебно у близини манастира Хор Вирап, код језера Ајгр и ушћа Севџура. 
Мање мочварне површине су у Масрикској равници, Лоријској котлини и око 1,5 km северозападно од Севанског полуострва.

## Подземне воде
Резерве подземних вода процењују се на 4.017 милијарди m³ а велики проблем је њихова неравномерна распоређеност. Око 70% свих подземних вода отиче на Араратској равници и том подручју земље налазе се на дубинама између 40 м и 300 метара. 
Подземне воде у Јерменији играју веома важну улогу у животу човека, јер се користе за наводњавање и за пиће (96% питке воде долази из подземних извора). У просеку годишње се потроши око 3 милијарде m³ подземних вода. Од тога око 1,6 млр m³ на површину избија у виду извора (којих има око 8.000), а остатак храни реке и језера.